# Bloody Sunday (1965)
Bloedige zondag (ook wel bekend als: Bloody Sunday) was een gebeurtenis op 7 maart 1965 in Selma, Alabama, waarbij een groep van 600 burgerrechtenactivisten tijdens een vreedzame demonstratie werd aangevallen en geslagen door witte staatspolitie en afgevaardigde sheriff’s. De mars was georganiseerd door de Southern Christian Leadership Conference (SCLC) en de Student Nonviolent Coordinating Committee (SNCC) en was bedoeld om aandacht te vragen voor schendingen van burger- en stemrechten in Alabama en het zuiden van de Verenigde Staten.

## Achtergrond
In de jaren 60 van de 20e eeuw waren raciale segregatie en discriminatie wijdverbreid in de Verenigde Staten, vooral in het zuiden van het land. Selma, een stad met een aanzienlijke Afro-Amerikaanse bevolking, stond bekend om zijn strenge rassenscheiding en beperkingen op het stemrecht voor zwarte burgers.
De Burgerrechtenbeweging, geleid door prominente activisten zoals Dr. Martin Luther King Jr., had tot doel deze onrechtvaardigheden aan de kaak te stellen en verandering teweeg te brengen. Een belangrijk doel was het strijden voor de uitbreiding van het stemrecht voor Afro-Amerikanen, die vaak geconfronteerd werden met intimidatie en geweld wanneer ze probeerden zich te registreren als kiezers.

### De Mars van Selma naar Montgomery

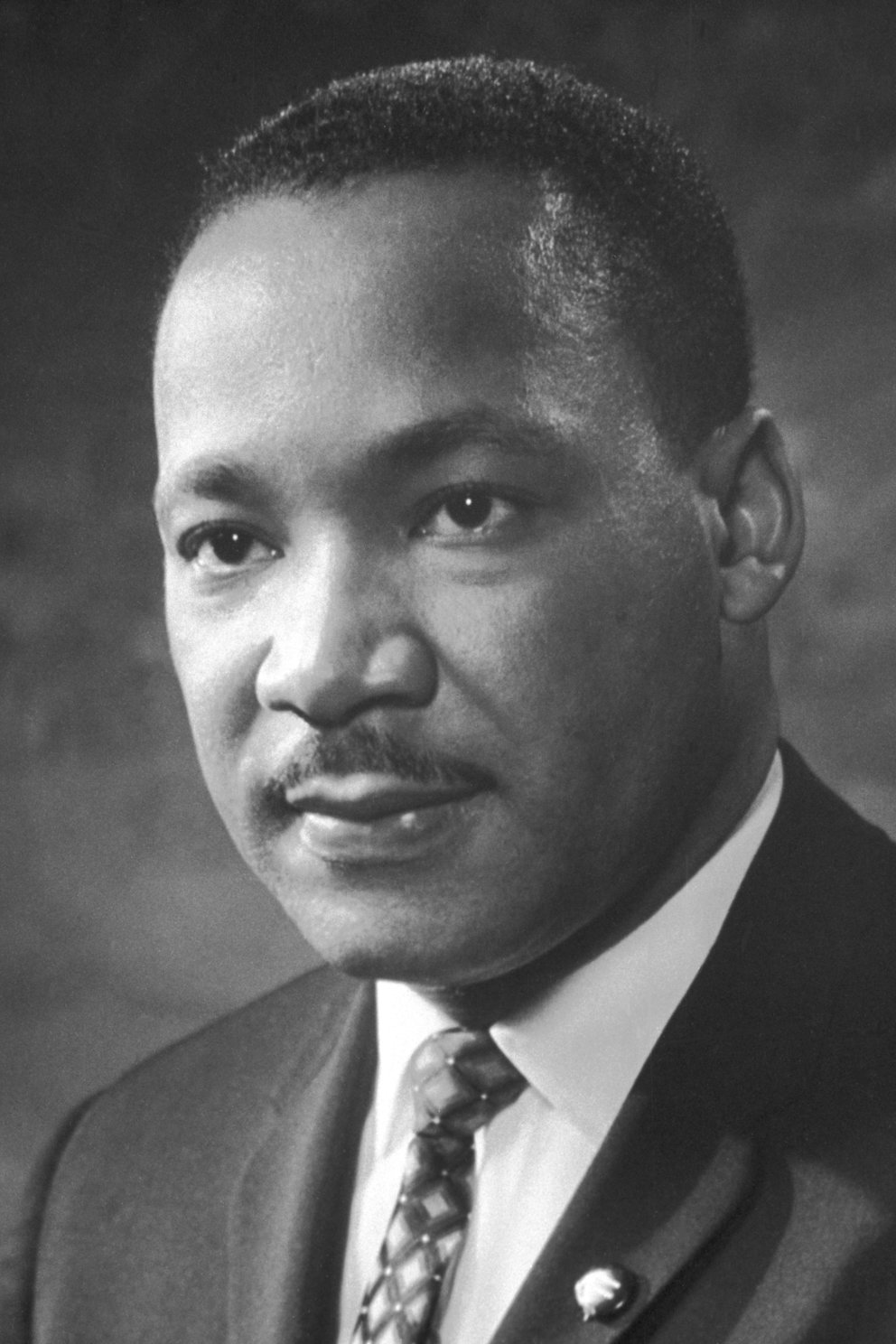
Martin Luther King

Om aandacht te vestigen op de ongelijkheden en de noodzaak van verandering, organiseerde de burgerrechtenbeweging een vreedzame mars van Selma naar de hoofdstad van Alabama, Montgomery. De eerste mars begon op 2 maart 1965 en werd geleid door Dr. King en andere prominente activisten.

## Bloedige Zondag
Op 7 maart 1965, toen de vreedzame mars de Edmund Pettus Bridge naderde, werden de demonstranten geconfronteerd met een gewelddadig politieoptreden. De staatstroepen, onder bevel van Jim Clark, de toenmalige sheriff van Selma, gebruikten traangas, knuppels en ruiters te paard tegen de vreedzame betogers. Televisiebeelden van het brute politieoptreden gingen de hele wereld over en wekten verontwaardiging en afschuw.
Het geweld tijdens deze dag staat bekend als "Bloedige Zondag". Tientallen demonstranten, zowel mannen als vrouwen, raakten ernstig gewond, waarvan sommigen blijvende verwondingen opliepen. De gebeurtenis leidde tot een nationale verontwaardiging en versterkte de roep om verandering in de Verenigde Staten.

## Gevolgen en impact
Bloedige Zondag veroorzaakte een golf van solidariteit en protesten in het hele land. De roep om actie en verandering werd sterker en de federale overheid kwam onder druk te staan om in te grijpen.
Uiteindelijk leidde de tragedie van Bloedige Zondag tot de ondertekening van de Voting Rights Act van 1965, een mijlpaal in de Amerikaanse geschiedenis. Deze wet verbood discriminatie bij het stemmen en legde federale controle op het registratieproces voor kiezers in gebieden waar Afro-Amerikanen systematisch werden gediscrimineerd.
Bloedige Zondag markeerde een keerpunt in de burgerrechtenbeweging en droeg bij aan het vergroten van het bewustzijn over raciale ongelijkheid en de noodzaak van verandering. Het diende als inspiratie voor verdere acties en protesten in de jaren die volgden, en blijft een belangrijk symbool van de strijd voor gelijkheid en gerechtigheid in de Verenigde Staten.